# Chauncey Washington
Chauncey Washington (født 29. april 1985 i Carson, Californien, USA) er en amerikansk footballspiller (running back), der pt. er free agent. Han har tidligere spillet flere sæsoner i NFL-ligaen, blandt andet for Jacksonville Jaguars.

## Klubber
- Jacksonville Jaguars (2008)
- Dallas Cowboys (2009)
- New York Jets (2009–2010)
- St. Louis Rams (2010)